# Mesapamea maderensis
Mesapamea maderensis là một loài bướm đêm trong họ Noctuidae.